# Axwell
Axel Hedfors vystupující pod pseudonymem Axwell (* 18. prosince 1977, Stockholm, Švédsko) je člen švédské housové skupiny Swedish House Mafia. Proslul zejména hity I Found You, Watch The Sunrise, Fell The Vibe atd. Poslední a velmi známý singl, který vytvořil spolu se členy Swedish House Mafia (Sebastian Ingrosso, Steve Angello) ft. John Martin nese název Don’t You Worry Child a stal se opravdovým hitem roku 2012.

## Biografie
Axwell je producent a DJ v elektronické hudbě. Jeho první singl, Feel The Vibe, byl vydán v roce 2004. V roce 2005 se tento singl objevil i na CD Ministry of Sound. Produkovat začal v roce 2000 (ve svých 23 letech) a okamžitě začal vydávat. Trvalo ale několik let, než prorazil právě se singlem Feel The Vibe. Poté přišly další hity, jako Watch The Sunrise, I Found You, It's True, Together atd. V roce 2008 navštívil i Prahu v rámci turné Sensation White. Na této akci zahrál po boku Fedde Le Granda, Laidback Luka, Markuse Schulze, Michaela Buriana a dalších.
V roce 2009 pokračoval v tvorbě a před létem vydal společně s Sebastianem Ingrossem, Stevem Angellem a Laidback Lukem singl Leave The World Behind, na němž hostuje zpěvačka Deborah Cox. Píseň se okamžitě stala hitem a návazně na to Axwell, společně s ostatními členy Swedish House Mafia, vytvořil vlastní party v klubu Pacha na Ibize. Akce se jmenovaly The Dark Forest a na programu byly každé pondělí o letních prázdninách. Axwell vydělal za 3 roky 36 tisíc eur a patří tak mezi nejdražší DJe na světě.

## Diskografie

### Oficiální singly (výběr)
- 2004 "Feel The Vibe" (feat. Errol Reid)
- 2005 "Together" (with Sebastian Ingrosso feat. Michael Feiner)
- 2005 "Watch The Sunrise" (feat. Steve Edwards) #70 UK
- 2007 "I Found U" (feat. Max C) #6 UK
- 2009 "Leave The World Behind" (feat. Deborah Cox with Steve Angello, Sebastian Ingrosso and Laidback Luke)